# Someday (Mariah Carey-dal)
A Someday Mariah Carey amerikai énekesnő harmadik kislemeze bemutatkozó albumáról. A dal Carey harmadik listavezető száma lett az USA-ban, és az első két megjelent dalhoz hasonlóan elnyerte a BMI Pop Awardot, máshol azonban nem aratott nagy sikert. Ez volt az első Mariah-dal, amihez számos remix készült.

## Felvétel
A Someday egyike volt az öt dalnak azon a demófelvételen, melyet Brenda K. Starr adott Tommy Mottolának, aki ezek után lemezszerződést ajánlott Careynek. A Sony kisebb változtatásokat végzett a dalon, hogy kevésbé legyen nyers hangzású, Careynek és Marguliesnek pedig el kellett fogadnia a változtatásokat, mivel egyiküknek sem engedték, hogy a dal társproducere legyen, és – ahogy a Mariah Carey album eddigi kislemezeinél – még nem sok beleszólást engedtek Careynek a fontos dolgokba. A dal végső változatával egyikük sem volt elégedett.

## Fogadtatása
A Someday az USA-ban az első helyre került a Billboard Hot 100 slágerlistán, ahogy Carey első két kislemeze is. A listán töltött nyolcadik héten lett listavezető (Whitney Houston All the Man That I Need című számá letaszítva), ezt a pozícióját két hétig tartotta, 1991. március 3-ától március 16-áig. Tizenöt hetet töltött a Top 40-ben, az év végi listán a 13. lett. Aranylemez minősítést kapott.
Külföldön kisebb sikert aratott, Kanadában az előző két daltól eltérően nem vezette a listát, csak az első ötbe került be, az Egyesült Királyságban a Top 40-be. Az USA-n kívül igazán a második album, az Emotions hozta meg Careynek a sikert.

## Videóklip és remixek
A videóklipet Larry Jordan rendezte, és a New Jersey-i Bayonne középiskolájában forgatták. A dal szövegéhz illően a klipben egy fiút mutatnak, aki rosszul bánt a barátnőjével, de most vissza akarja szerezni. A videóklip az egyik remixhez, a Someday (New 7" Jackswing) változathoz készült, de van egy hosszabb videóklip is, amelyben a Someday (New 12" Jackswing) szól. Az 1999-ben megjelent #1's DVD-re a klip helyett – ami Careynek nem tetszett – a dal egy koncertfelvétele került fel, melyet az 1992-es MTV Unplugged koncerten vettek fel.

### Hivatalos remixek
A dalhoz számos remix készült, producerük Shep Pettibone volt.
- Someday (House Dub Version)
- Someday (New 7" Jackswing)
- Someday (New 7" Straight)
- Someday (New 12" House)
- Someday (New 12" Jackswing)
- Someday (New Jack Bonus Beats)
- Someday (New Jack Dub Version)
- Someday (Pianoapercaloopapella)

## Változatok
| - USA kislemez (CD, kazetta, 7") 1. Someday (new 7" jackswing) 2. Alone in Love" (album version) - Brit kislemez (CD, 5") 1. Someday (7" jackswing) 2. Someday (12" jackswing) 3. Someday (12" house) | - USA kislemez (maxi CD, 12") 1. Someday (new 7" jackswing) 2. Someday (new 7" straight) 3. Someday (new 12" jackswing) 4. Someday (pianoapercapella) 5. Alone in Love" (album version) |

## Helyezések
| Slágerlista (1991)                             | Legmagasabb helyezés | Hányadik listavezető |
| ---------------------------------------------- | -------------------- | -------------------- |
| USA Billboard Hot 100                          | 1 (2 hétig)          | 3.                   |
| USA Billboard Hot R&B/Hip-Hop Singles & Tracks | 3                    | –                    |
| USA Billboard Adult Contemporary               | 5                    | –                    |
| USA Billboard Hot Dance Music/Club Play        | 1 (1 hétig)          | 1.                   |
| USA ARC Weekly Top 40                          | 1 (2 hétig)          | 3.                   |
| Ausztrál ARIA kislemezlista                    | 44                   | –                    |
| Brit kislemezlista                             | 38                   | –                    |
| Francia Top 100 kislemez                       | 38                   | –                    |
| Kanadai kislemezlista                          | 5                    | –                    |